# Renault 12
De Renault 12 of R12 is een voorwielaangedreven middenklasse automodel dat van herfst 1969 tot begin 1980 geproduceerd werd door Renault. In Frankrijk werden meer dan 4,2 miljoen auto's van dit type geproduceerd, waarbij licenties van het model nog tot 2004 van de band liepen.

## Geschiedenis
In 1964 begon Renault met de ontwikkeling van een auto die zo robuust moest worden, dat hij ook geschikt was voor de slechte wegen van Noord-Afrika. De eerste prototypes hadden drie asymmetrisch geplaatste koplampen en reservewiel op de kofferklep. Later moest dit model ook het gat tussen de voorwielaangedreven modellen R6 en R16 dichten, de sinds 1962 respectievelijk 1965 gebouwde modellen R8 en R10 met de motor achterin zouden niet lang meer gebouwd worden en de trend ging richting een voorin geplaatste motor.
Eind 1969 werd het eindresultaat gepresenteerd op de autosalon van Parijs. Qua vormgeving was de R12 duidelijk verwant aan de R16 maar met een conventionele sedanvorm in plaats van een hatchback. Terwijl in de R16 een aluminium motor achter de vooras hing, moest de R12 het doen met een aangepaste versie van de gietijzeren Cléon-motor die ook achter in de R8 hing en in de R12 in lengterichting vóór de vooras was geplaatst. De R12 was bijna 10 centimeter langer dan de R16.
De basisuitvoering had schijfremmen voor en trommelremmen achter, maar geen rembekrachtiging. In tegenstelling tot de modellen R4, R6 en R16 had de R12 geen onafhankelijke achterwielophanging maar een lichte, starre achteras.
In de zomer van 1970 werd het programma uitgebreid met een combi, die de aanduiding „Break“ kreeg. Ook verschenen bestelwagenuitvoeringen met of zonder achterdeuren, achterste zijruiten en achterbank. Deze modellen kregen – zoals gebruikelijk bij Renault – de aanduiding „Société“.
De voordelen van de eenvoudige opzet van de R12 werden snel duidelijk, want de R12 was ruim en comfortabel, de motor nam weinig brandstof en de prijzen waren concurrerend. Wel bleek het prestatieniveau ondermaats. Vanaf begin 1971 was daarom de R12 als sportieve Gordini verkrijgbaar met de 1,6-litermotor uit de R16, voorzien van twee dubbele Weber-carburateurs, goed voor 123 pk.
De R12 was ook de technische basis voor de beide daarvan afgeleide coupé-modellen R15 en R17. Beide modellen werden tussen juli 1971 en augustus 1979 geproduceerd.

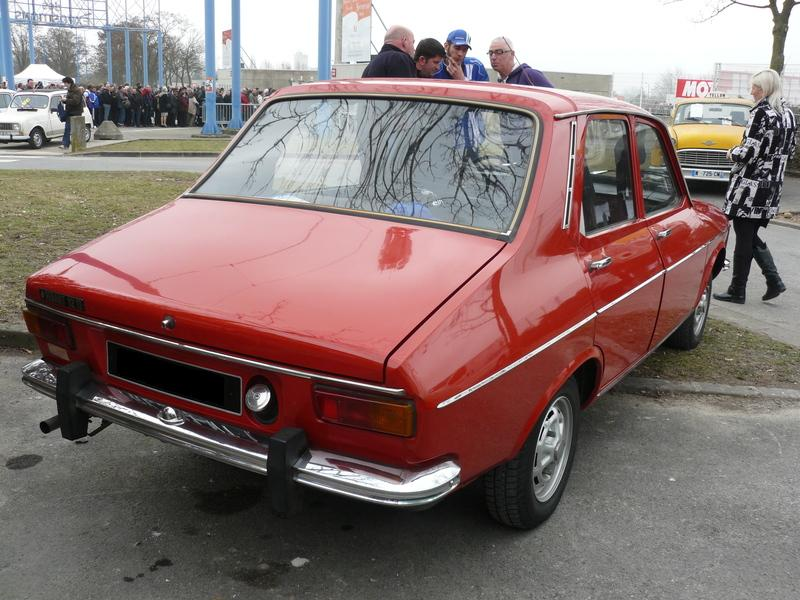
Renault 12 TS (1969-1975) achteraanzicht
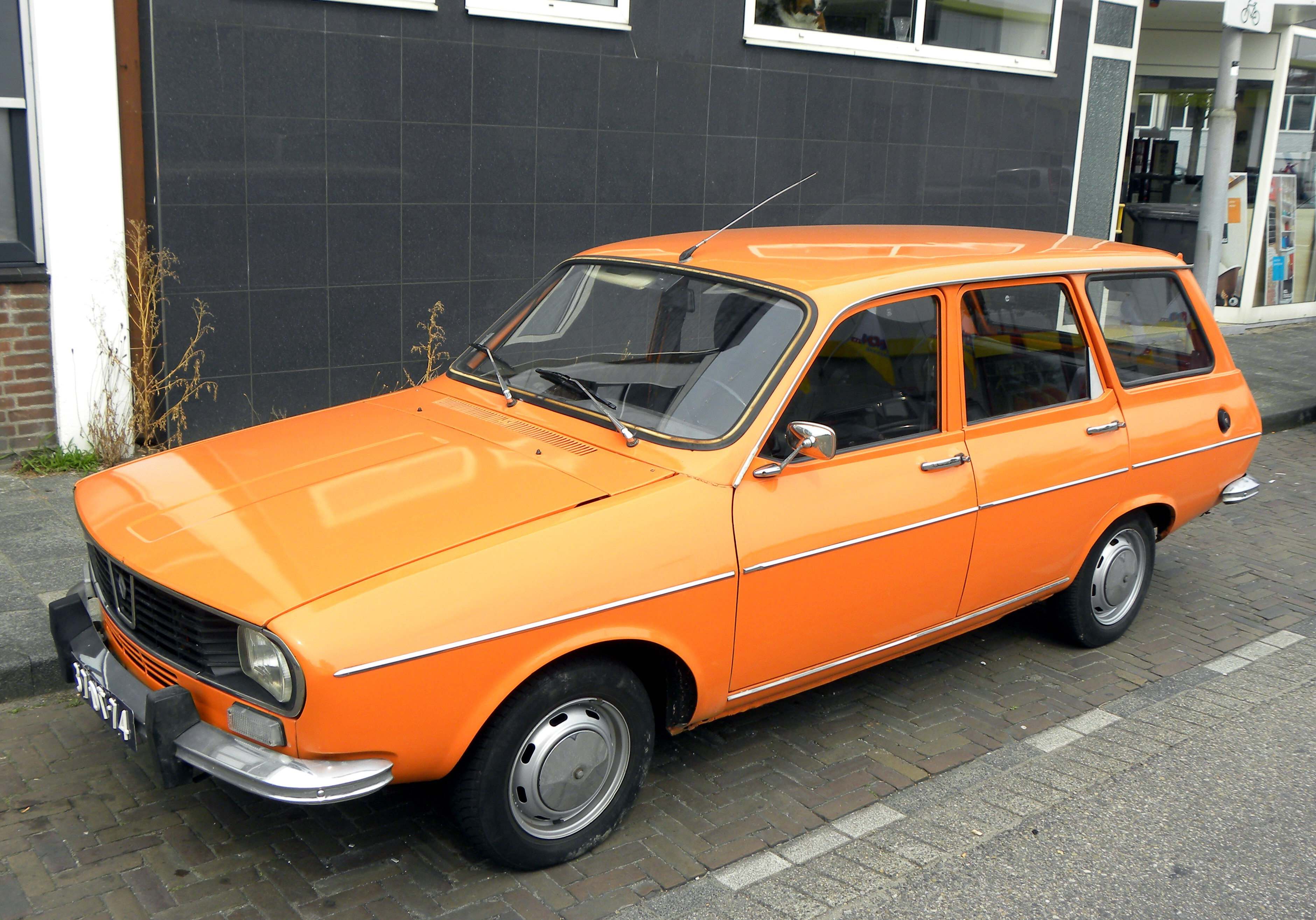
Renault 12 TL Break (1970–1975)
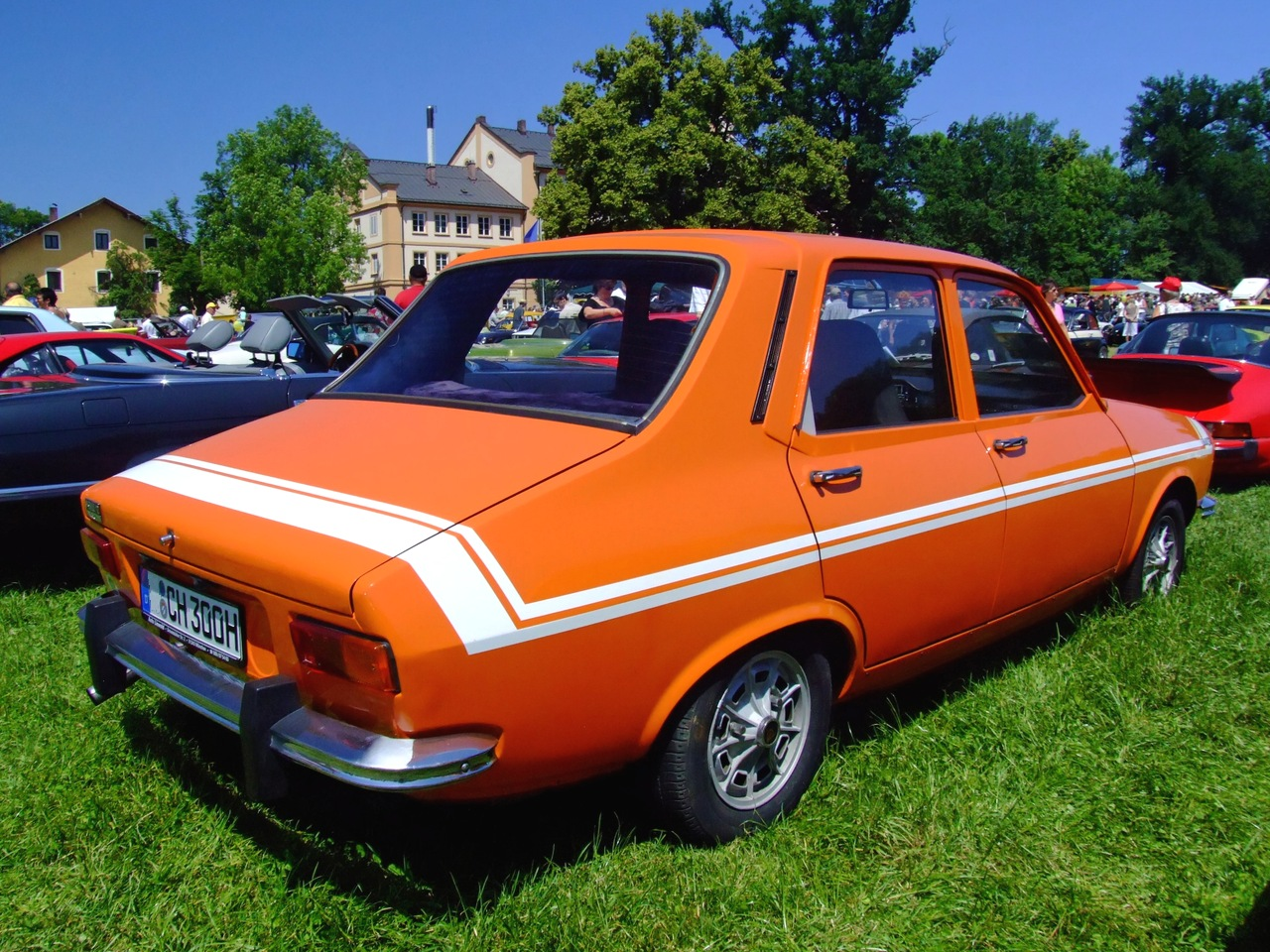
Renault 12 Gordini (1971–1974)

### Facelift
In augustus 1975 werd een herziene uitvoering geïntroduceerd (Phase 2) met nieuw vormgegeven bumpers, koplampen en achterlichten evenals een nieuw dashboard (niet in de R12 L).
De in Spanje door FASA-Renault tot de overname door Renault France geproduceerde licentieversie van de R12 TS evenals gedeeltelijk modellen voor andere exportmarkten waren voorzien van dubbele koplampen.
In het voorjaar van 1979 werd de opvolger van de R12, de R18 voorgesteld. De productie van de R12 eindigde in Frankrijk in januari 1980.

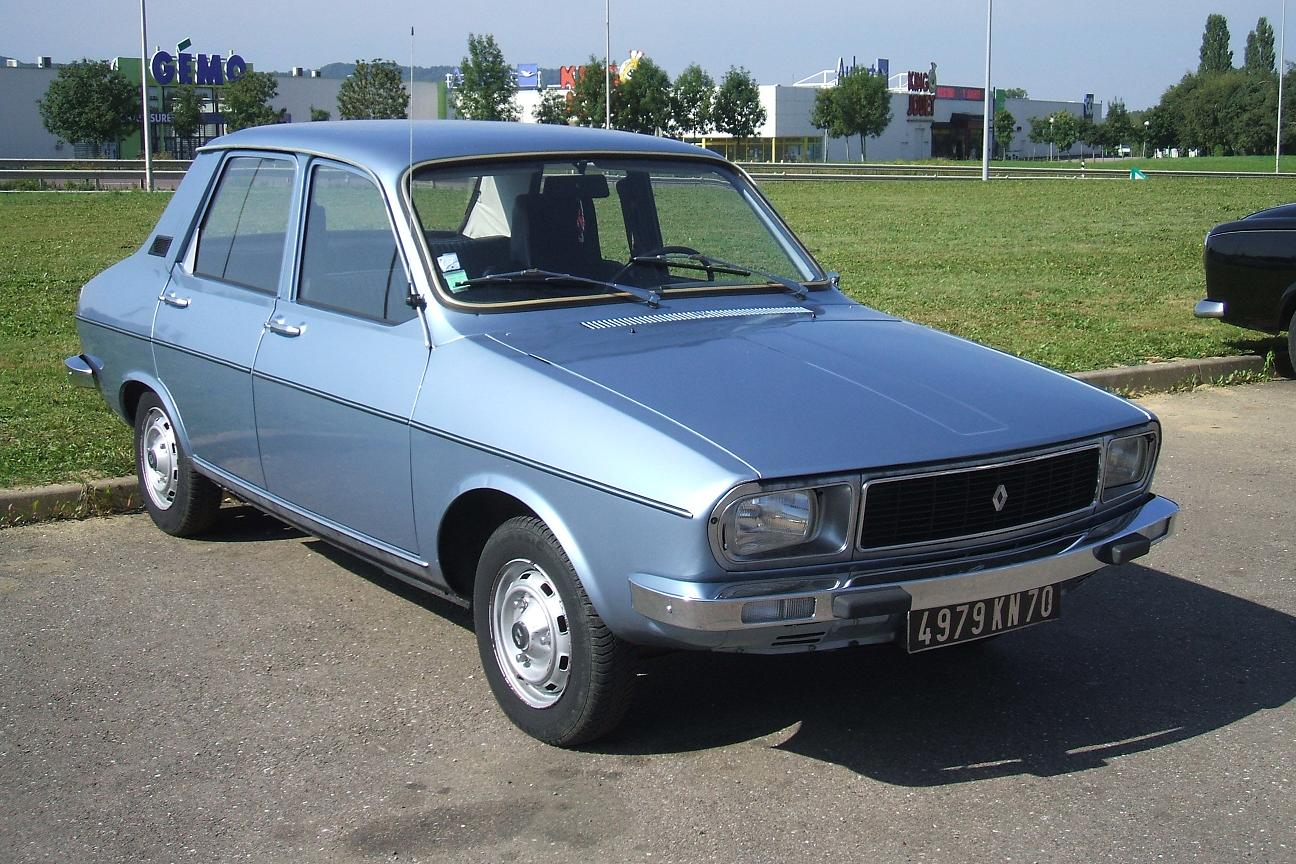
Renault 12 TL (1975–1980)
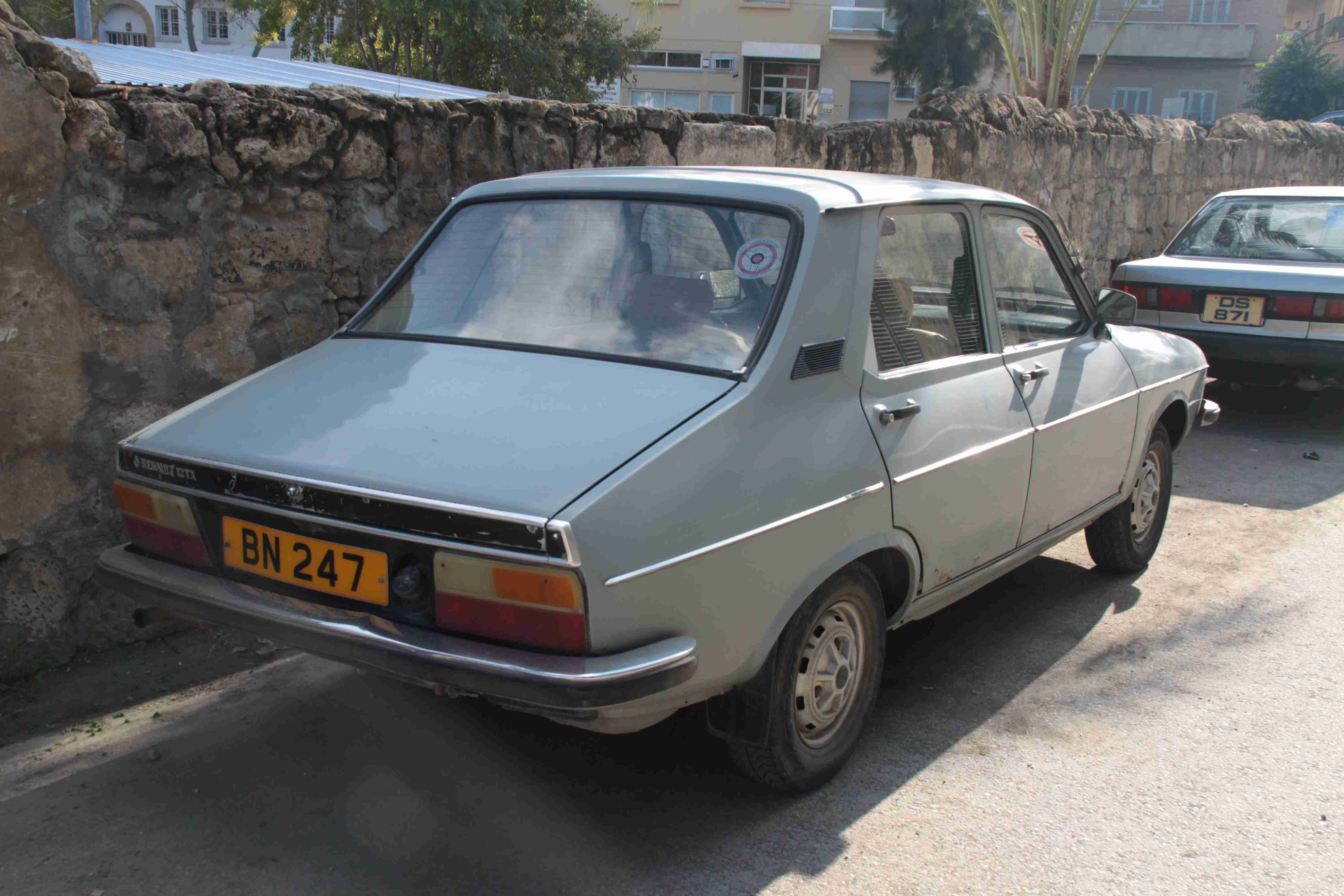
Renault 12 TX (1975–1980) achteraanzicht
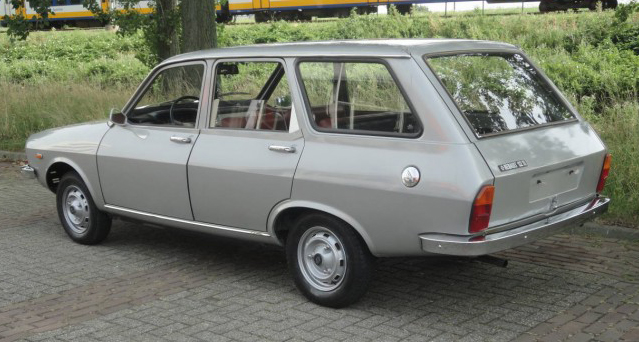
Renault 12 TL Break (1975–1980)
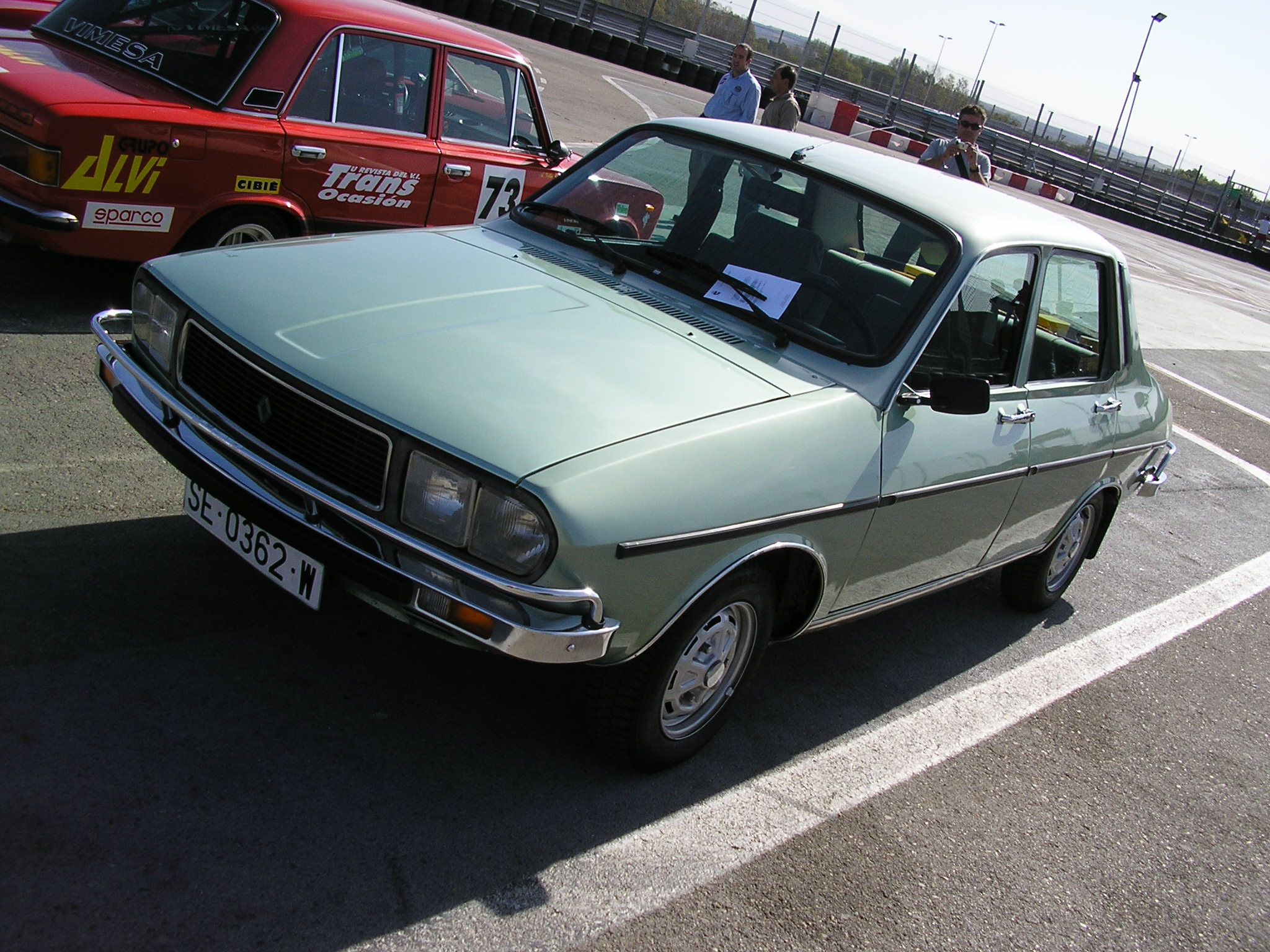
Renault 12 TS (Spanje)

In Australië kwam de R12 pas in 1970 op de markt en werd bij Renault Australia geproduceerd. In 1978 wijzigde men de modelnaam in Renault Virage, en in dat kader werd de carrosserie licht gewijzigd. De productieplaats was Melbourne, de productie daar eindigde net als in Frankrijk begin 1980.

## Licenties

### Dacia
De R12 werd min of meer ongewijzigd van 1969 tot 2004 in Roemenië, bij Dacia in Pitești, geproduceerd als Dacia 1300 (vanaf 1979: Dacia 1310). Na 35 jaar productietijd liepen eind 2004 de laatste exemplaren van de productiebanden in Pitești. In totaal werden 1.959.730 exemplaren geproduceerd, opvolger is de Dacia Nova.
Een bijzonderheid van de Dacia 1300 was, dat hij net als de Ford Corcel, reeds voor de officiële première van de R12 geproduceerd werd. Dacia produceerde van 1975 tot eind 2006 ook pick-up-varianten, die er van de R12 nooit waren.

### Toros
Ook in Turkije werd de R12 in licentie geproduceerd en daar door Oyak-Renault tussen 1971 en 1989 als Renault 12 en aansluitend tot 2000 als Renault Toros geproduceerd.

### Ford Corcel
Ford Brazilië nam in 1968 de firma Willys-Overland do Brasil over, die voor die tijd met Renault samenwerkte en ter plaatse de modellen Dauphine en Gordini in licentie produceerde. Ford nam daarmee ook het project over voor een afgeleide versie van de op dat moment in ontwikkeling zijnde R12. Ford ontwikkelde de auto door en verkocht hem later onder de naam Ford Corcel.
In productie:
5 E-Tech · 
Arkana · 
Austral · 
Captur · 
Clio · 
Espace · 
Kadjar · 
Kangoo · 
Koleos · 
Master · 
Mégane · 
Mégane E-Tech · 
Rafale · 
Scenic E-Tech · 
Symbioz · 
Symbol · 
Trafic · 
Twingo · 
Twingo Electric · 
Zoe

Uit productie:
3 · 
4 · 
5 · 
6 · 
7 · 
8 · 
9 · 
10 · 
11 · 
12 · 
14 · 
15 · 
16 · 
17 · 
18 · 
19 · 
20 · 
21 · 
25 · 
30 · 
2CV · 
4CV · 
Avantime · 
Caravelle · 
Dauphine · 
Domaine · 
Estafette ·
Express · 
Floride · 
Fluence ·
Frégate · 
Fuego · 
Juvaquatre ·
Laguna · 
Latitude · 
Modus · 
Nervastella · 
Novaquatre · 
Ondine · 
Prairie · 
Primaquatre · 
Rodeo · 
Safrane · 
Savanne · 
Scénic · 
Spider · 
Talisman · 
Thalia · 
Twizy · 
Vel Satis · 
Vivasport · 
Vivastella · 
Wind